# Христорождественская церковь (Неклюдово)
Церковь в честь Рождества Христова — бывшая приходская церковь в селе Неклюдово Ульяновской области, Барышской епархии Симбирской митрополии Русской православной церкви. С 1990 года — памятник градостроительства и архитектуры РФ.

## История
В 1800 году, женой действительного статского советника Матроной Ивановой Тулузаковой, был построен новый каменный храм. Престолов в нём три: главный — в честь Рождества Христова, в правом приделе — в память Усекновения главы св. прор. Предтечи и Крестителя Господня Иоанна и в левом — во имя Святителя и Чудотворца Николая. Причт состоял из священника и псаломщика.
Церковь закрыта в 1932 году. В советское время здание использовалось под склад зерна совхоза «Неклюдовский». В настоящее время здание не используется.
Решением исполкома Ульяновского областного Совета народных депутатов № 79 от 12.02.1990 года церковь признана объектом культурного наследия.

## Описание
Каменный пятиглавый храм с отдельно стоящей колокольней находится в центре села, расположенный по направлению восток—запад. Сохранился храм и колокольня, трапезная разрушена. Основные габариты здания: 39 × 14,5 м. Частично сохранился декор интерьера: лепной профилированный карниз по верху четверика храма, изображение Христа и архангелов на гранях свода. Декоративное убранство фасадов выполнено в стиле классицизма.

## Духовенство
- священник Николай Троицкий (до 4.1932)[6];

## Галерея

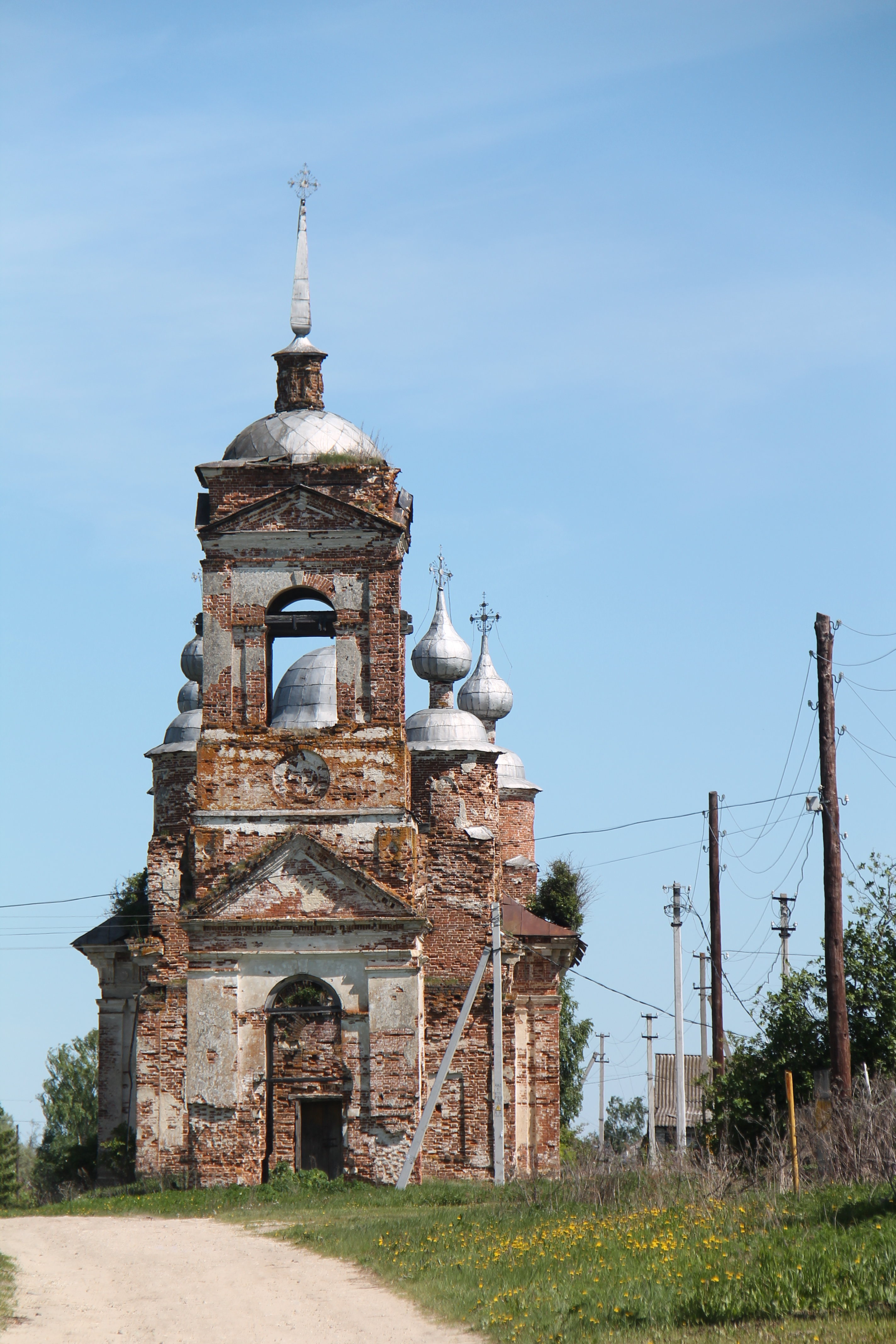
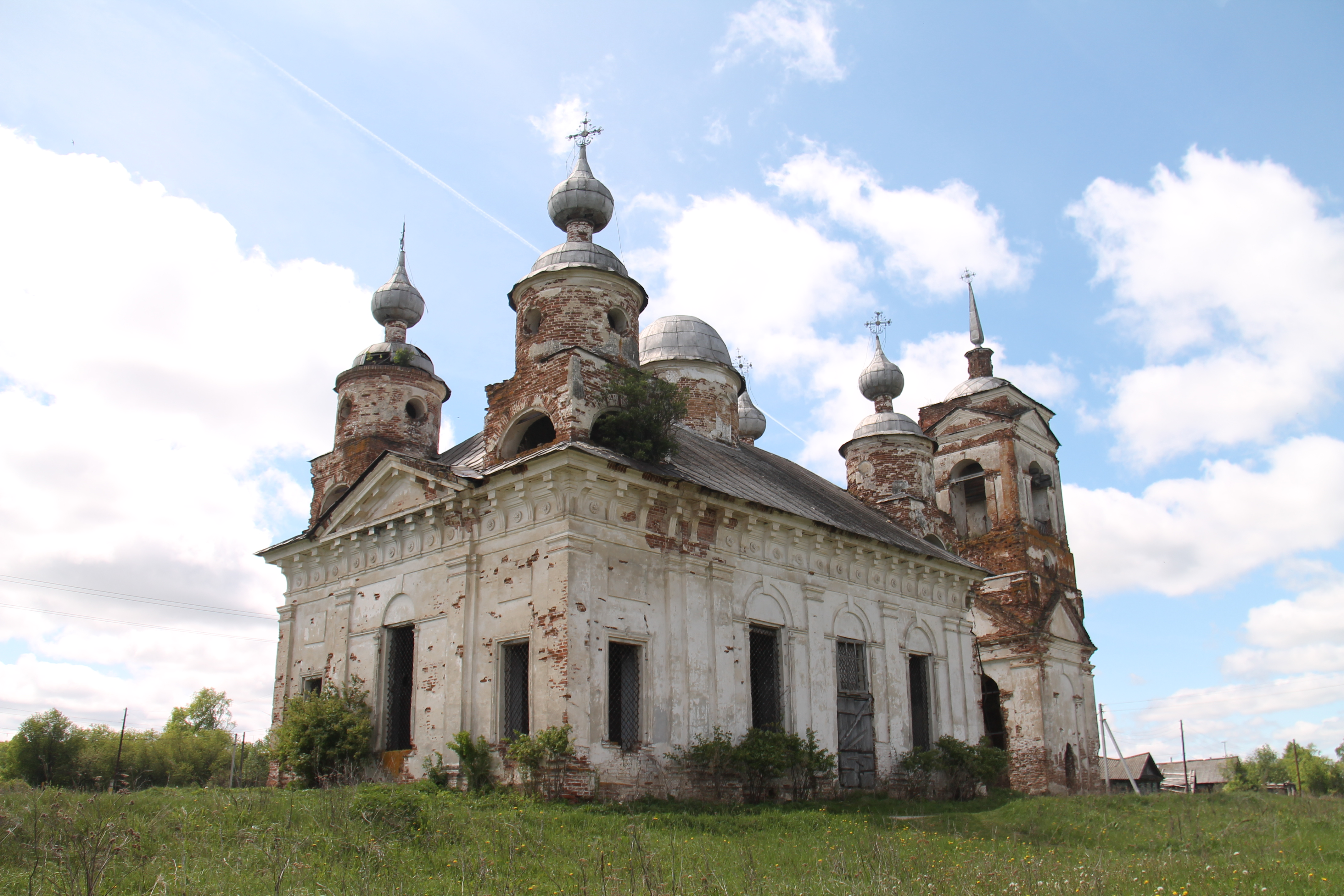